# Byron (Wyoming)
Byron – miasto w Stanach Zjednoczonych, w stanie Wyoming, w hrabstwie Big Horn.